# Ducherow
Ducherow – miejscowość i gmina w Niemczech, w kraju związkowym Meklemburgia-Pomorze Przednie, w powiecie Vorpommern-Greifswald, wchodzi w skład Związku Gmin Anklam-Land. Leży na południe od Anklam, na zachodnim skraju Puszczy Wkrzańskiej (Ueckermünde Heide).
1 stycznia 2012 do gminy przyłączono gminę Neuendorf A, która stała się automatycznie jej częścią (Ortsteil).
Przez teren gminy przebiega droga krajowa B109, linia kolejowa Angermünde – Stralsund wraz ze stacją kolejową Ducherow oraz nieistniejąca linia kolejowa Ducherow – Świnoujście Główne.